# 聖ソフィア大聖堂 (ノヴゴロド)

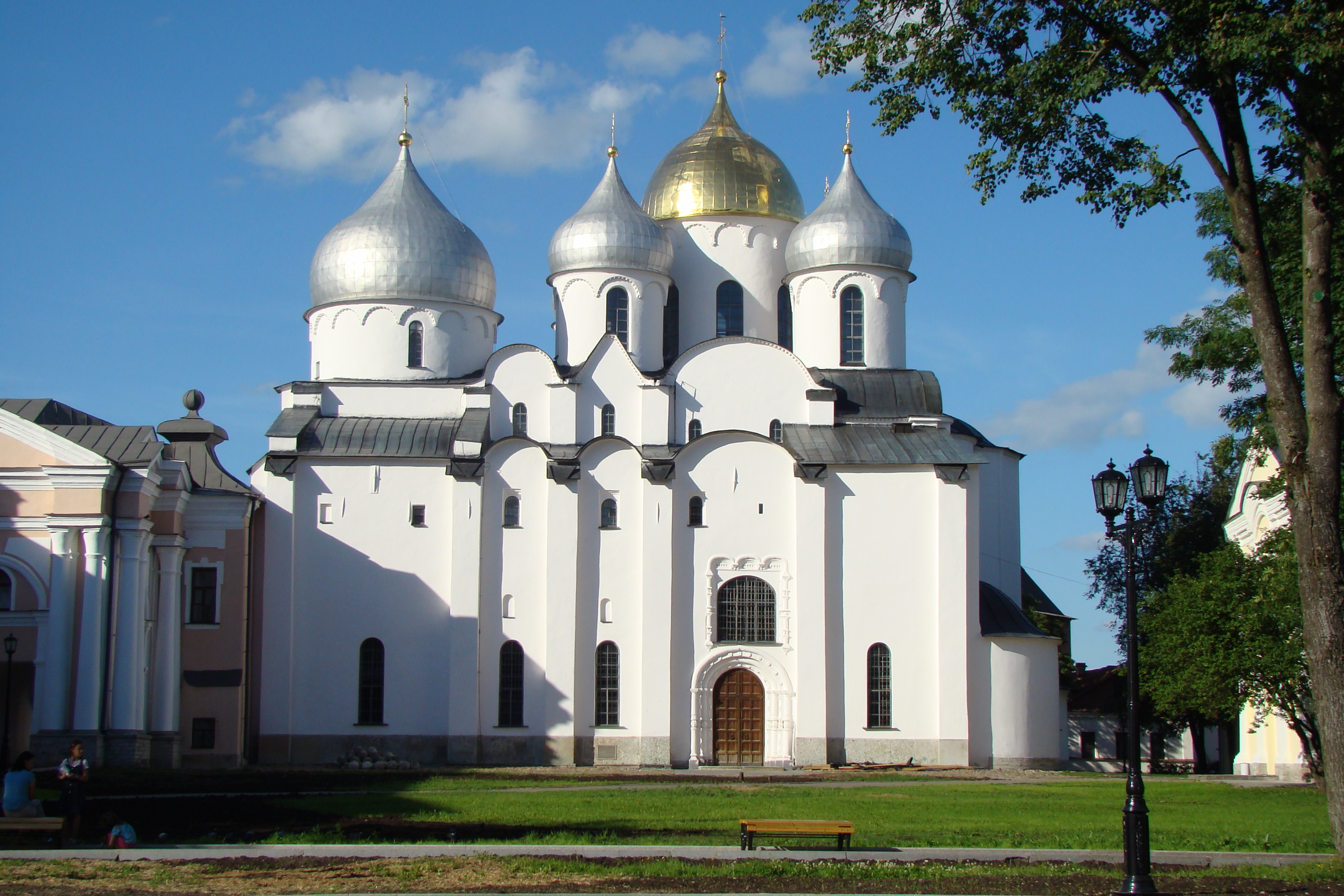
ノヴゴロドの聖ソフィア大聖堂

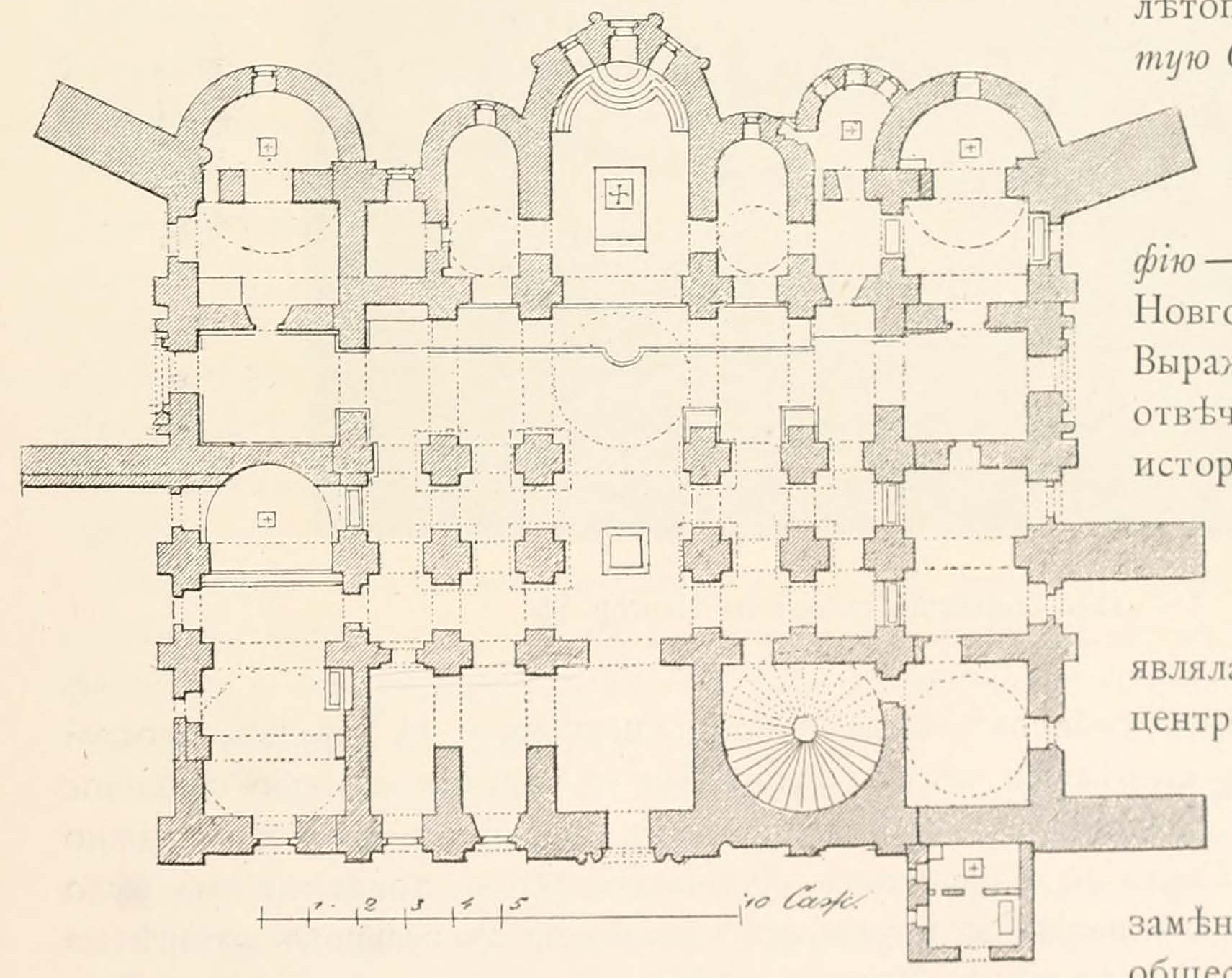
19世紀に作成された平面図

ノヴゴロドの聖ソフィア大聖堂（ロシア語: Собо́р Свято́й Софи́и）は、正教会の大聖堂。ロシア正教会に所属しており、ノヴゴロド大主教区の主教座聖堂である。
ヤロスラフ1世の子、ノヴゴロド公ウラジーミルが、ノヴゴロド初の石造の聖堂として1045年から1050年に建てた。聖ソフィア大聖堂との命名は、キエフにある同名の大聖堂の荘厳さの再現を願った公の望みの表れとされる。
このため、5つの身廊と3つの後陣をもつ巨大な聖堂が建てられた。ただし、クーポル（丸屋根）は13個在るキエフの大聖堂とは違い、5つのクーポルがピラミッド状に接近して作られ、階段塔の上にもクーポルが置かれた。このように、クーポルが減ったことで採光部分が減り、堂内は相対的に暗くなり、堂内において光と影の対比がはっきりとする効果が生じている。また、クーポルの数と構成は、垂直に分割された外壁とともに、どっしりとした印象を与える。
内装は、モザイク模様ではなくフレスコ画を用い、大理石や装飾石版は用いられておらず、キエフのものに比べてより質実かつ簡明なものとなっている。
これらのキエフの大聖堂からの変化は、経済面の要因からくるものとしてではなく、300年後に最盛期を迎える、記念碑的造営物を得意とするノヴゴロド派の誕生として捉えられるべきであるとされる。
無神論を標榜するソビエト連邦下では反宗教博物館とされた。ノヴゴロドのクレムリンにある他の建造物とともに、第二次世界大戦では損傷を受けた。スペインの義勇兵部隊である青師団の本部が大聖堂に置かれていた際、ドーム上の十字架が砲撃によって落下し、これはスペインに持ち去られた。
ペレストロイカ後に宗教政策が緩和された事に伴い、1987年にはラフマニノフ作曲の聖金口イオアン聖体礼儀が当聖堂で歌われた。この作品が正教の聖堂内で歌われたのは、この時が初めてであった。1991年になって、大聖堂はロシア正教会に返還された。2004年には、第二次世界大戦中にスペインに移されていた十字架をロシア正教会に返還する旨をスペインのホセ・ボノ国防大臣が発表し、同年11月16日、十字架は返還された。2005年から2007年の間には修復もされた。

## ギャラリー

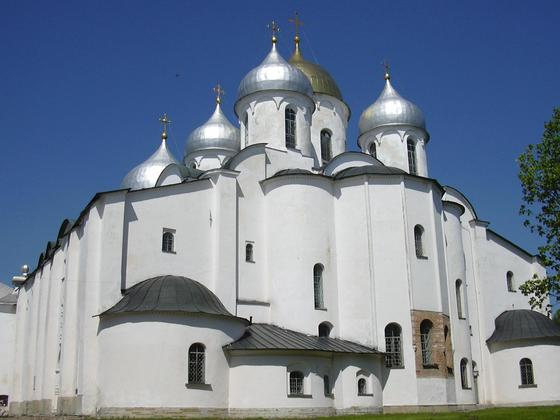
別の方角から
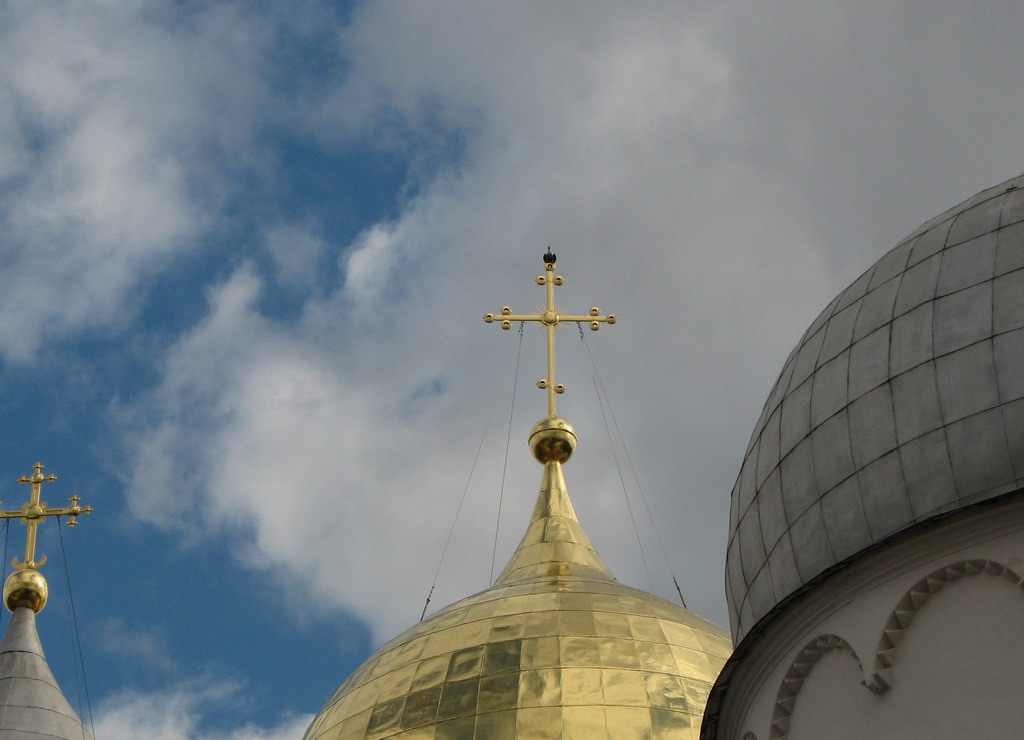
スペインから返還された十字架
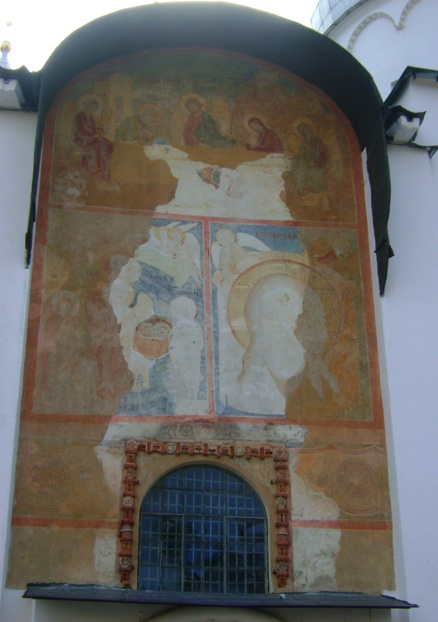
外壁のフレスコ
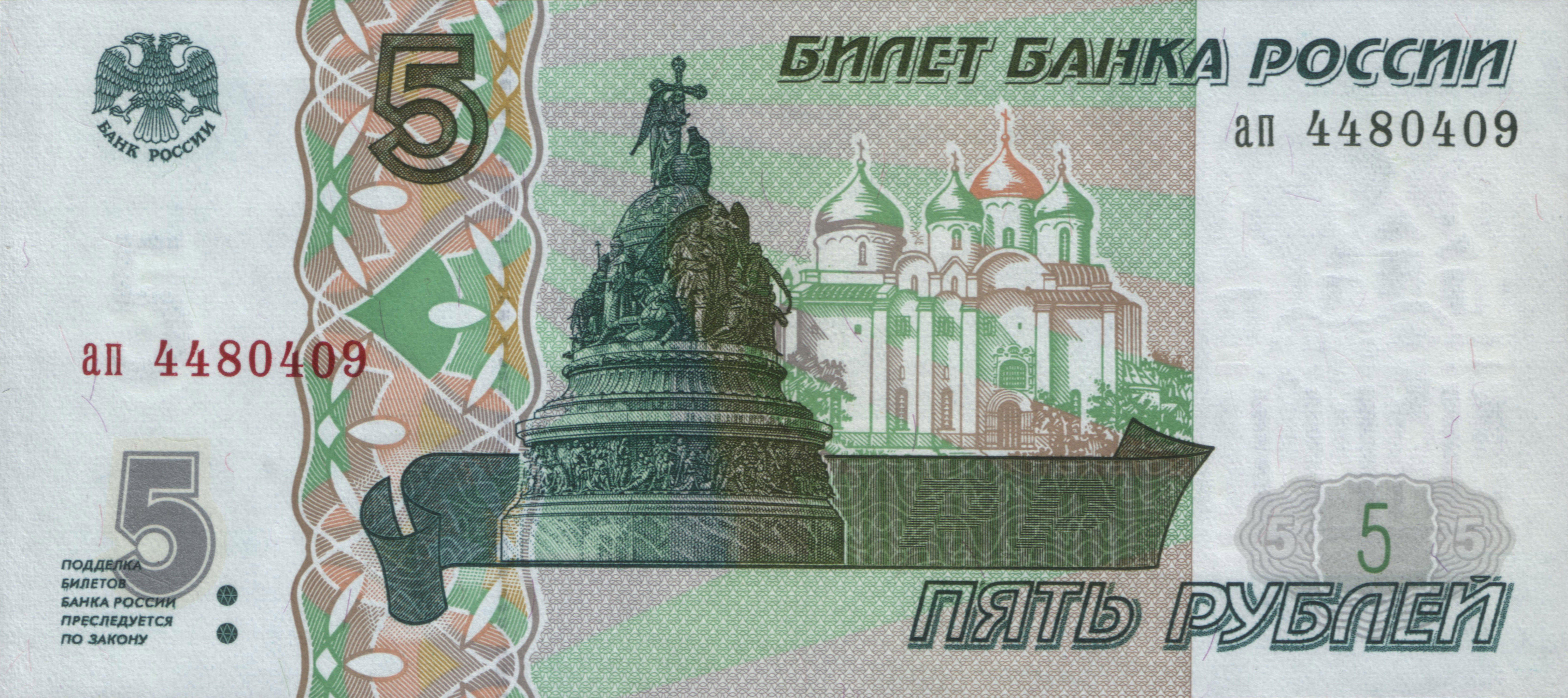
大聖堂の姿が印刷された5ルーブル紙幣